# Landtagswahl in Bayern 1954
- SPD: 61
- BP: 28
- CSU: 83
- FDP: 13
- BHE: 19

- Regierung: 121
- Opposition: 83

- Regierung: 115
- Opposition: 89

Die Wahl zum 3. Bayerischen Landtag fand am 28. November 1954 statt. Am selben Tag fand auch die Landtagswahl in Hessen statt. Die Wahlbeteiligung lag bei 82,4 %.

## Ausgangspunkt
Es galt eine 10-%-Sperrklausel auf Ebene der Bezirke, d. h. eine Partei musste in mindestens einem der Bezirke 10 % der gültigen Stimmen erreichen, um in den Landtag einzuziehen.

## Ergebnis
Trotz großer Gewinne der CSU, die zur stärksten Partei aufstieg, wurde Wilhelm Hoegner (SPD) zum ersten Mal zum Ministerpräsidenten gewählt. Hoegner war 1945–46 bereits Ministerpräsident, wurde damals aber von der amerikanischen Militärregierung ernannt. SPD, Bayernpartei, BHE und FDP bildeten eine Viererkoalition und die CSU ging in die Opposition. Dies war bis dato das letzte Mal, dass es einem Sozialdemokraten gelang, in Bayern zum Ministerpräsidenten gewählt zu werden, und auch das einzige Mal in der bayerischen Nachkriegsgeschichte, dass die CSU nicht an der vom Parlament gewählten Regierung beteiligt war. Die Viererkoalition zerbrach 1957 an der Spielbankenaffäre, mit deren Hilfe die CSU erfolgreich den Machtkampf mit der Bayernpartei suchte. Darauf bildete die CSU mit FDP und BHE eine neue Regierung, die von Hanns Seidel geleitet wurde.
| Partei | Erst- stimmen | Zweit- stimmen | Summe     | Summe in Prozent | Sitze |
| ------ | ------------- | -------------- | --------- | ---------------- | ----- |
| CSU    | 1.855.995     | 1.835.959      | 3.691.954 | 37,97 %          | 83    |
| SPD    | 1.390.846     | 1.343.100      | 2.733.946 | 28,11 %          | 61    |
| BP     | 664.319       | 622.618        | 1.286.937 | 13,23 %          | 28    |
| GB/BHE | 501.597       | 488.512        | 990.109   | 10,18 %          | 19    |
| FDP    | 360.190       | 343.734        | 703.924   | 7,24 %           | 13    |
| KPD    | 105.390       | 99.816         | 205.206   | 2,11 %           | –     |
| BRbl * | 27.104        | 27.418         | 54.522    | 0,56 %           | –     |
| BdD    | 22.708        | 21.012         | 43.720    | 0,45 %           | –     |
| VU     | 6.304         | 7.556          | 13.860    | 0,14 %           | –     |